# Concilio de Orange (529)
El concilio de Orange de 529 o segundo concilio de Orange, fue un concilio regional celebrado el 3 de julio de 529 en Orange (Francia), al que asistieron catorce obispos, presididos por el arzobispo de Arlés, Cesáreo de Arlés. 
Hubo otro concilio anterior, también celebrado en Orange, denominado  I Concilio de Orange, de 441.
Este segundo concilio, que tuvo lugar con la ocasión de la consagración de una iglesia construida por el gobernador de la Galia Narbonensis, condenó tanto el pelagianismo y al semipelagianismo y ciertas desviaciones en la formulación teológica de la predestinación, afirmando la  posición tradicional de los que, como Juan Casiano, Vicente de Lérins y Fausto de Riez, daban un papel más importante al libre albedrío, siguiendo la enseñanza de los Padres del Desierto y de Juan Crisóstomo.
El concilio recibió la bendición papal.

## El Concilio
Existía una gran controversia entre el papel de la gracia divina y el libre albedrío, que comenzó a principios del siglo V, por las enseñanzas del monje bretón Pelagio. Juan Casiano y Vicente de Lérins condenaban la postura de Pelagio, pero no habían admitido la predestinación tal como lo expresaba Augustín de Hipona. Reconocían un papel más importante al libre albedrío de lo que apuntaba Agustín. (Hace falta la fuente)
El concilio adoptó una serie de cánones y una definición de fe, que salvaguardaban la gratuidad de la gracia y también la importancia de los esfuerzos del hombre: Nada de bien puede el hombre sin Dios. Mucho de bien hace Dios en el hombre, que el hombre no hace; ningún bien hace el hombre, sino el que Dios quiere.

## Cánones del Concilio
- [I. Sobre el pecado original.] Can. l. Si alguno dice que por el pecado de prevaricación de Adán no “fue mudado” todo el hombre, es decir, según el cuerpo y el alma en peor, sino que cree que quedando ilesa la libertad del alma, sólo el cuerpo está sujeto a la corrupción, engañado por el error de Pelagio, se opone a la Escritura, que dice: El alma que pecare, esa morirá [Ez. 18, 20], y: ¿No sabéis que si os entregáis a uno por esclavos para obedecerle, esclavos sois de aquel a quien os sujetáis? [Rom. 6, 16]. Y: Por quien uno es vencido, para esclavo suyo es destinado [2 Petr. 2, 19].

- Can. 2. Si alguno afirma que a Adán solo dañó su prevaricación, pero no también a su descendencia, o que sólo pasó a todo el género humano por un solo hombre la muerte que ciertamente es pena del pecado, pero no también el pecado, que es la muerte del alma, atribuirá a Dios injusticia, contradiciendo al Apóstol que dice: Por un solo hombre, el pecado entró en el mundo y por el pecado la muerte, y así a todos los hombres pasó la muerte por cuanto todos habían pecado [Rom. 5, 12] 3.

- [II. Sobre la gracia.] Can. 3. Si alguno dice que la gracia de Dios puede conferirse por invocación humana, y no que la misma gracia hace que sea invocado por nosotros, contradice al profeta Isaías o al Apóstol, que dice lo mismo: He sido encontrado por los que no me buscaban; manifiestamente aparecí a quienes por mí no preguntaban [Rom. 10, 20; cf. Is. 65, l].

- Can. 4. Si alguno porfía que Dios espera nuestra voluntad para limpiarnos del pecado, y no confiesa que aun el querer ser limpios se hace en nosotros por infusión y operación sobre nosotros del Espíritu Santo, resiste al mismo Espíritu Santo que por Salomón dice: Es preparada la voluntad por el Señor [Prov. 8, 35: LXX], y al Apóstol que saludablemente predica: Dios es el que obra en nosotros el querer y el acabar, según su beneplácito [Phil. 2, 13].

- Can. 5. Si alguno dice que está naturalmente en nosotros lo mismo el aumento que el inicio de la fe y hasta el afecto de credulidad por el que creemos en Aquel que justifica al impío y que llegamos a la regeneración del sagrado bautismo, no por don de la gracia —es decir, por inspiración del Espíritu Santo, que corrige nuestra voluntad de la infidelidad a la fe, de la impiedad a la piedad—, se muestra enemigo de los dogmas apostólicos, como quiera que el bienaventurado Pablo dice: Confiamos que quien empezó en vosotros la obra buena, la acabará hasta el día de Cristo Jesús [Phil. 1, 6]; y aquello: A vosotros se os ha concedido por Cristo, no sólo que creáis en Él, sino también que por Él padezcáis [Phil. 1, 29]; y: De gracia habéis sido salvados por medio de la fe, y esto no de vosotros, puesto que es don de Dios [Eph. 2, 8]. Porque quienes dicen que la fe, por la que creemos en Dios es natural, definen en cierto modo que son fieles todos aquellos que son ajenos a la Iglesia de Dios.

- Can 6. Si alguno dice que se nos confiere divinamente misericordia cuando sin la gracia de Dios creemos, queremos, deseamos, nos esforzamos, trabajamos, oramos, vigilamos, estudiamos, pedimos, buscamos, llamamos, y no confiesa que por la infusión e inspiración del Espíritu Santo se da en nosotros que creamos y queramos o que podamos hacer, como se debe, todas estas cosas; y condiciona la ayuda de la gracia a la humildad y obediencia humanas y no consiente en que es don de la gracia misma que seamos obedientes y humildes, resiste al Apóstol que dice: ¿Qué tienes que no lo hayas recibido? [1 Cor. 4, 7]; y: Por la gracia de Dios soy lo que soy [1 Cor. 15, 10].

- Can. 7. Si alguno afirma que por la fuerza de la naturaleza se puede pensar, como conviene, o elegir algún bien que toca a la salud de la vida eterna, o consentir a la saludable es decir, evangélica predicación, sin la iluminación o inspiración del Espíritu Santo, que da a todos suavidad en el consentir y creer a la verdad, es engañado de espíritu herético, por no entender la voz de Dios que dice en el Evangelio: Sin mí nada podéis hacer [Ioh. 15, 5]; y aquello del Apóstol: No que seamos capaces de pensar nada por nosotros como de nosotros, sino que nuestra suficiencia viene de Dios [2 Cor. 3, 5] 3.

- Can. 8. Si alguno porfía que pueden venir a la gracia del bautismo unos por misericordia, otros en cambio por el libre albedrío que consta estar viciado en todos los que han nacido de la prevaricación del primer hombre, se muestra ajeno a la recta fe. Porque ese no afirma que el libre albedrío de todos quedó debilitado por el pecado del primer hombre o, ciertamente, piensa que quedó herido de modo que algunos, no obstante, pueden sin la revelación de Dios conquistar por sí mismos el misterio de la eterna salvación. Cuán contrario sea ello, el Señor mismo lo prueba, al atestiguar que no algunos, sino ninguno puede venir a Él, Sino aquel a quien el Padre atrajere [Ioh. 6, 44]; así como al bienaventurado Pedro le dice: Bienaventurado eres, Simón, hijo de Joná, porque ni la carne ni la sangre te lo ha revelado, sino mi Padre que está en los cielos [Mt. 16, 17]; y el Apóstol: Nadie puede decir Señor a Jesús, sino en el Espíritu Santo [1 Cor. 12, 3] 4.

- Can. 9. “Sobre la ayuda de Dios. Don divino es el que pensemos rectamente y que contengamos nuestros pies de la falsedad y la injusticia; porque cuantas veces bien obramos, Dios, para que obremos, obra en nosotros y con nosotros”.

- Can. 10. Sobre la ayuda de Dios. La ayuda de Dios ha de ser implorada siempre aun por los renacidos y sanados, para que puedan llegar a buen fin o perseverar en la buena obra.

- Can. 11. “Sobre la obligación de los votos. Nadie haría rectamente ningún voto al Señor, si no hubiera recibido del mismo lo que ha ofrecido en voto”, según se lee: Y lo que de tu mano hemos recibido, eso te damos [1 Par. 29, 14].

- Can. 12. “Cuáles nos ama Dios. Tales nos ama Dios cuales hemos de ser por don suyo, no cuales somos por merecimiento nuestro”.

- Can. 13. De la reparación del libre albedrío. El albedrío de la voluntad, debilitado en el primer hombre, no puede repararse sino por la gracia del bautismo; lo perdido no puede ser devuelto, sino por el que pudo darlo. De ahí que la verdad misma diga: Si el Hijo os liberare, entonces seréis verdaderamente libres [Ioh. 8, 36].

- Can. 14. “Ningún miserable se ve libre de miseria alguna, sino el que es prevenido de la misericordia de Dios” como dice el salmista: Prontamente se nos anticipe, Señor, tu misericordia [Ps. 78, 8]; y aquello: Dios mío, su misericordia me prevendrá [Ps. 58, 11].

- Can. 15. “Adán se mudó de aquello que Dios le formó, pero se mudó en peor por su iniquidad; el fiel se muda de lo que obró la iniquidad, pero se muda en mejor por la gracia de Dios. Aquel cambio, pues, fue del prevaricador primero; éste, según el salmista, es cambio de la diestra del Excelso [Ps. 76, 11].

- Can. 16. “Nadie se gloríe de lo que parece tener, como si no lo hubiera recibido, o piense que lo recibió porque la letra por fuera apareció para ser leída o sonó para ser oída. Porque, como dice el Apóstol: Si por medio de la ley es la justicia, luego de balde murió Cristo [Gal. 2, 21]; subiendo a lo alto, cautivó la cautividad, dio dones a los hombres [Eph. 4, 8; cf. Ps. 67, 19]. De ahí tiene, todo el que tiene; y quienquiera niega tener de ahí, o es que verdaderamente no tiene, o lo que tiene, se le quita [Mt. 25, 29].

- Can. 17. “Sobre la fortaleza cristiana. La fortaleza de los gentiles la hace la mundana codicia; mas la fortaleza de los cristianos viene de la caridad de Dios que se ha derramado en nuestros corazones, no por el albedrío de la voluntad, que es nuestro, sino por el Espíritu Santo que nos ha sido dado [Rom. 5, 5]”.

- Can. 18. “Que por ningún merecimiento se previene a la gracia. Se debe recompensa a las buenas obras, si se hacen; pero la gracia, que no se debe, precede para que se hagan”.

- Can. 19. “Que nadie se salva, sino por la misericordia de Dios. La naturaleza humana, aun cuando hubiera permanecido en aquella integridad en que fue creada, en modo alguno se hubiera ella conservado a sí misma, si su Creador no la ayudara; de ahí que, si sin la gracia de Dios, no hubiera podido guardar la salud que recibió, ¿cómo podrá, sin la gracia de Dios, reparar la que perdió?

- Can. 20. “Que el hombre no puede nada bueno sin Dios. Muchos bienes hace Dios en el hombre, que no hace el hombre; ningún bien, empero, hace el hombre que no otorgue Dios que lo haga el hombre”.

- Can. 21. “De la naturaleza y de la gracia. A la manera como a quienes queriendo justificarse en la ley, cayeron también de la gracia, con toda verdad les dice el Apóstol: Si la justicia viene de la ley, luego en vano ha muerto Cristo [Gal. 2, 21]; así a aquellos que piensan que es naturaleza la gracia que recomienda y percibe la fe de Cristo, con toda verdad se les dice: Si por medio de la naturaleza es la justicia, luego en vano ha muerto Cristo. Porque ya estaba aquí la ley y no justificaba; ya estaba aquí también la naturaleza, y tampoco justificaba. Por tanto, Cristo no ha muerto en vano, sino para que la ley fuera cumplida por Aquel que dijo: No he venido a destruir la ley, sino a darle cumplimiento [Mt. 5, 17]; y la naturaleza, perdida por Adán, fuera reparada por Aquel que dijo haber venido a buscar y salvar lo que se había perdido” [Lc. 19, 10].

- Can. 22. “De lo que es propio de los hombres. Nadie tiene de suyo, sino mentira y pecado. Y si alguno tiene alguna verdad y justicia, viene de aquella fuente de que debemos estar sedientos en este desierto, a fin de que, rociados, como si dijéramos, por algunas gotas de ella, no desfallezcamos en el camino”.

- Can. 23. “De la voluntad de Dios y del hombre. Los hombres hacen su voluntad y no la de Dios, cuando hacen lo que a Dios desagrada; mas cuando hacen lo que quieren para servir a la divina voluntad, aun cuando voluntariamente hagan lo que hacen; la voluntad, sin embargo, es de Aquel por quien se prepara y se manda lo que quieren”.

- Can. 24. “De los sarmientos de la vid. De tal modo están los sarmientos en la vid que a la vid nada le dan, sino que de ella reciben de qué vivir; porque de tal modo está la vid en los sarmientos que les suministra el alimento vital, pero no lo toma de ellos. Y, por esto, tanto el tener en si a Cristo permanente como el permanecer en Cristo, son cosas que aprovechan ambas a los discípulos, no a Cristo. Porque cortado el sarmiento, puede brotar otro de la raíz viva; mas el que ha sido cortado, no puede vivir sin la raíz [cf. Ioh. 15, 5 ss]”.

- Can 25. “Del amor con que amamos a Dios. Amar a Dios es en absoluto un don de Dios. Él mismo, que, sin ser amado, ama, nos otorgó que le amásemos. Desagradándole fuimos amados, para que se diera en nosotros con que le agradáramos. En efecto, el Espíritu del Padre y del Hijo, a quien con el Padre y el Hijo amamos, derrama en nuestros corazones la caridad” [Rom. 5, 5].

Y así, conforme a las sentencias de las Santas Escrituras arriba escritas o las definiciones de los antiguos Padres, debemos por bondad de Dios predicar y creer que por el pecado del primer hombre, de tal manera quedó inclinado y debilitado el libre albedrío que, en adelante, nadie puede amar a Dios, como se debe, o creer en Dios u obrar por Dios lo que es bueno, sino aquel a quien previniere la gracia de la divina misericordia. De ahí que aun aquella preclara fe que el Apóstol Pablo [Hebr. 11] proclama en alabanza del justo Abel, de Noé, Abraham, Isaac y Jacob, y de toda la muchedumbre de los antiguos santos, creemos que les fue conferida no por el bien de la naturaleza que primero fue dado en Adán sino por la gracia de Dios. Esta misma gracia, aun después del advenimiento del Señor, a todos los que desean bautizarse sabemos y creemos juntamente que no se les confiere por su libre albedrío, sino por la largueza de Cristo, conforme a lo que muchas veces hemos dicho ya y lo predica el Apóstol Pablo: A vosotros se os ha dado, por Cristo, no sólo que creáis en Él, sino también que padezcáis por Él [Phil. 1, 29]; y aquello: Dios que empezó en vosotros la obra buena, la acabará hasta el día de nuestro Señor [Phil. 1, 6]; y lo otro: De gracia habéis sido salvados por la fe, y esto no de vosotros: porque don es de Dios [Eph. 2, 8]; y lo que de sí mismo dice el Apóstol: He alcanzado misericordia para ser fiel [1 Cor. 7, 25; 1 Tim. 1, 13]; no dijo: “porque era”, sino “para ser”. Y aquello: ¿Qué tienes que no lo hayas recibido? [1 Cor. 4, 7]. Y aquello: Toda dádiva buena y todo don perfecto, de arriba es, y baja del Padre de las luces [Iac. 1, 17]. Y aquello: Nadie tiene nada, si no le fuere dado de arriba [Ioh. 3, 27]. Innumerables son los testimonios que podrían alegarse de las Sagradas Escrituras para probar la gracia; pero se han omitido por amor a la brevedad, porque realmente a quien los pocos no bastan, no aprovecharán los muchos. 
- [III. De la predestinación.] También creemos según la fe católica que, después de recibida por el bautismo la gracia, todos los bautizados pueden y deben, con el auxilio y cooperación de Cristo con tal que quieran fielmente trabajar, cumplir lo que pertenece a la salud del alma. Que algunos, empero, hayan sido predestinados por el poder divino para el mal, no sólo no lo creemos, sino que si hubiere quienes tamaño mal se atrevan a creer, con toda detestación pronunciamos anatema contra ellos. También profesamos y creemos saludablemente que en toda obra buena, no empezamos nosotros y luego somos ayudados por la misericordia de Dios, sino que Él nos inspira primero —sin que preceda merecimiento bueno alguno de nuestra parte— la fe y el amor a Él, para que busquemos fielmente el sacramento del bautismo, y para que después del bautismo, con ayuda suya, podamos cumplir lo que a Él agrada. De ahí que ha de creerse de toda evidencia que aquella tan maravillosa fe del ladrón a quien el Señor llamó a la patria del paraíso [Lc. 23, 43], y la del centurión Cornelio, a quien fue enviado un ángel [Act. 10, 3] y la de Zaqueo, que mereció hospedar al Señor mismo [Lc. 19, 6], no les vino de la naturaleza, sino que fue don de la liberalidad divina.

## Diferencias entre la Iglesia católica y la Iglesia ortodoxa
La Iglesia ortodoxa tomó posición por la doctrina sostenida por Juan Casiano y Vicente de Lérins tal como había sido expresada por este concilio, pero no siguió las resoluciones de la Iglesia católica en el punto referente a la doctrina agustiniana.